# Оклахома, якою вона є (фільм)
«Оклахома, якою вона є» (англ. Oklahoma Crude) — американський комедійно-драматичний вестерн 1973 року режисера Стенлі Крамера в Panavision. У ньому зіграли Джордж К. Скотт, Фей Данавей, Джон Міллс і Джек Пеланс. Він брав участь у показі на 8-му Московському міжнародному кінофестивалі, де Крамер отримав Золотий приз за режисуру. Пісня «Send a Little Love My Way» у виконанні Енн Мюррей була показана у фільмі та була номінована на премію «Золотий глобус» як найкраща оригінальна пісня в 1973 році.

## Сюжет
У 1913 році Лена Дойл — власниця невеликої ділянки землі за межами міста Алміра, штат Оклахома, на якій височіє пагорб. Лена вважає, що пагорб є куполом над великим родовищем нафти, і проводить буріння «диким способом» (англ. "wild cat"), але її бурова вишка поки що нічого не дала. Її єдиний працівник — Джиммі, молодий корінний американець. Одного дня з'являється батько Лєни, Клеон Дойл, який жив окремо, і пропонує їй допомогу, але вона відмовляється. Клеон все ж намагається найняти людей для охорони майна Лєни, але його уникають, оскільки ніхто не хоче стояти на шляху «Пан Окі», або «Пан Оклахома Ойл енд Газ», яка є найпотужнішою нафтовою компанією в регіоні та головним благодійником Альміри. Лише один чоловік, ветеран іспано-американської війни Ноубл «Мейз» Мейсон, погоджується. Лєна насторожено ставиться до Мейсона, але дозволяє йому працювати на неї, продовжуючи відкидати свого батька.
Однієї ночі під час зливи приїжджає Волтер К. Геллман, капітан армії США у відставці, який працює на «Пан Оклахома» як ремонтник, і вимагає, щоб Лєна продала свою ділянку компанії. Вона відмовляється, і Геллман наказує своїм поплічникам побити її та Джиммі, який помирає від отриманих травм. Мейсон пропонує відмовитися від Лєни за хабар у 200 доларів, але Геллман зневажає його як безхребетного опортуніста і не лише відмовляється платити, але й б'є його. Клеон виходжує Лєну і Мейсона, поки Хелльман незаконно займає і розробляє урочище Лєни. В Альмірі Лєна і Клеон, які вже примирилися, дізнаються від адвоката, що справа Лєни проти «Пан Оклахома» безнадійна, оскільки компанія має вплив на суддів, але він пропонує Лєні забрати свою землю силою, виправдовуючи це самообороною. Разом Лена, Клеон і Мейсон нападають на робітників Хеллмана з рушницями та гранатами, відлякуючи їх і повертаючи собі ділянку.
Наступного дня Геллман повертається з Генрі Х. Вілкоксом, сином власника Pan Oklahoma, і більшою групою чоловіків, погрожуючи «взяти в облогу» власність Лєни, якщо вона не погодиться продати. Вона знову відмовляє йому. Хеллман оточує урочище і бере його під постійну охорону, але Вілкокс стримує його від більш жорстоких дій. Інші нафтові компанії дізнаються про суперечку і надсилають своїх представників для моніторингу урочища, сподіваючись отримати вигоду. Облога затягується, і Мейсон змушений прокрадатися до табору «Пан Оклахома», щоб вкрасти їжу та напої, чим заслужив вдячність Лєни. Незабаром після цього на вишці Лєни стається вибух і обривається буровий трос. Всупереч бажанню Лєни, Клеон залазить на вишку, щоб замінити кабель, з металевою пластиною на спині, щоб захиститися від бойовиків Хеллмана. Кабель замінено, але по дорозі вниз Клеон втрачає пластину і його вбивають. Після трагедії у Лєни зав'язуються романтичні стосунки з Мейсоном.
Нарешті вишка Лєни знаходить нафту, і представники різних нафтових компаній з'їжджаються, щоб купити її. Вона погоджується на дещо завищену ціну — 2,50 долара за барель, але шалені представники погоджуються. На жаль, приплив нафти раптово припиняється; Лєна пробурила лише невелику, нічого не варту кишеню з нафтою, і її свердловина виявилася провальною. Хеллман та інші нафтовики негайно пакують речі і їдуть геть. Лена і Мейсон розмірковують про пошуки нафти в Мексиці, але Мейсон заявляє, що хоче залишити нафтовий бізнес позаду. Коли він відходить, Лена кличе його.[джерело?]

## Акторський склад
- Джордж К. Скотт — благородного Мейсона
- Фей Данавей — Лени Дойл
- Джон Міллс — Клеон Дойл
- Джек Пеланс — Волтер Геллман
- Вільям Лаккінг — Меріон
- Гарві Джейсон — Генрі Г. Вілкокс
- Тед Герінг у ролі Вобблі
- Кліфф Осмонд у ролі масивної людини
- Рафаель Кампос у ролі Джиммі
- Вудро Парфрі в ролі адвоката
- Джон Гадкінс у ролі Блума
- Гарві Паррі в ролі Блісс
- Боб Геррон як Длінг (як Дулніг)
- Джеррі Браун у ролі Ракера
- Джим Берк в ролі Муді
- Генрі Віллс у ролі Вокера
- Хел Сміт — Ч. Р. Міллер
- Коді Медведя Лапа — індіанець
- Джеймс Джетер — Степп
- Ларрі Д. Манн — Дік Ватсон
- Джон Діркес — Фермер
- Карл Лукас — бродяга № 1
- Вейн Сторм — бродяга № 2
- Біллі Варга в ролі Кука

## Виробництво
Попри назву, фільм знімали у Стоктоні, штат Каліфорнія. Місцеві жителі запевняли, що погода була м'якою і помірною, єдине, чого не було, так це снігу. Під час зйомок з вересня по листопад 1972 року температура падала від 110 градусів до такого холоду, що акторам доводилося класти кубики льоду до рота, щоб їхнє дихання не відображалося на екрані (дія фільму нібито відбувалася влітку).

## Сприйняття
У Chicago Sun-Times кінокритик Роджер Еберт написав:
Ми багато разів бачили такі стосунки в кіно, особливо запам'яталися вони нам у фільмі «Африканська королева». Завжди один і той самий сюжет: красива жінка і некультурний чоловік опиняються разом у колоритній справі. Вони думають, що не мають нічого спільного, окрім справи, але поступово їхня співпраця породжує повагу, прихильність і, зрештою, кохання. Класові бар'єри падають разом із заходом сонця і романтичною музикою… [Крамер, треба віддати йому належне, закінчив фільм на стриманій ноті, що здається правильним; ми не отримуємо сповільнених кадрів закоханих, які біжать через луг (або нафтове поле) в обійми одне одного.